# Moby
Moby, vlastním jménem Richard Melville Hall (* 11. září 1965 New York, USA), je americký skladatel, zpěvák, DJ, hudební producent, fotograf a aktivista za práva zvířat.
Narodil se v New Yorku, kde řadu let žil. Přezdívku Moby mu po narození rodiče dali podle románu Bílá velryba (anglicky Moby Dick) od Hermana Melvilla, jeho praprapraprastrýce.
Je známý též jako Voodoo Child, Barracuda, Brainstorm, UHF, The Brotherhood, DJ Cake, Lopez, Mindstorm, Schaumgummi, Pippy Baliunas a Moby & The Void Pacific Choir.
Do popředí světového zájmu se dostal v roce 1999 po vydání alba Play, a to především díky singlům „Why Does My Heart Feel So Bad?“ a „Porcelain“. Deska byla dvakrát platinová, prodalo se jí devět milionů kopií. Na úspěch navázal alby 18 a Hotel.
2. března roku 2018 bylo vydáno nejnovější album Everything Was Beautiful, and Nothing Hurt, jež získalo převážně kladné recenze.

## Biografie
Richard Melville Hall se narodil v Harlemu v New Yorku. Jeho matka Elizabeth McBrideová byla zdravotní sestřička, zatímco otec James Frederick Hall pracoval jako profesor chemie. Otec Richardovi zemřel, když mu byly pouhé dva roky. Se svou matkou vyrůstal v Darienu v Connecticutu.

### Shrnutí kariérní biografie
V mládí hrál na kytaru a byl členem několika kapel – Ultra Vivid Scene, punkové The Vatican Commandos a anarchistické Flipper. Poté, co se koncem osmdesátých let stal dýdžejem, jeho popularita strmě rostla. Jeho první úspěšný singl „Go“ se dostal do Top 10 ve Velké Británii, známé byly také skladby „Drop a Beat“ a „Next Is the E“. Během této doby mu u vydavatelství Instinct Records vyšla celkem tři alba – Moby, Early Underground a Ambient.
Po úspěchu přešel k věhlasnějším firmám – v Evropě vydával u společnosti Mute Records, v USA pak u labelu Elektra. Čtvrté album s názvem Everything Is Wrong mělo nečekaný ohlas – v roce 1995 získalo od MTV ocenění „album roku“ a velice vřele ho přijali jak fanoušci, tak kritici. Deska poprvé obsahovala hudbu nejednoho žánru: prvky house, hardcore, rock, ambient, punk i jungle.
V lednu 1996 vydal remixové album Everything Is Wrong – DJ Mix Album, o šest měsíců později pak sedmipísňovou nahrávku The End of Everything, tentokrát však ne pod pseudonymem Moby, ale jako Voodoo Child.
Ještě více kontroverzní než album Everything Is Wrong je následující Animal Rights. Techno nahradil hard rock a sám Moby se navíc ujal zpěvu. K nejznámějším písním z této desky patří „Come On, Baby“ a „That's When I Reach for My Revolver“. V limitované edici vyšel v Británii Little Idiot, album jednoduché symfonické a instrumentální hudby.
Z jeho diskografie je zřejmě nejvíce kritizováno kompilační album I Like to Score, které vyšlo v roce 1997. Na albu se nachází ústřední píseň k bondovce Zítřek nikdy neumírá nebo píseň „Go“, která vychází ze seriálu Městečko Twin Peaks.
Vrcholem jeho tvorby je album Play, na kterém Moby pracoval celých dvanáct měsíců. Obsahuje taneční písně s prvky černošské hudby ze začátku dvacátého století, hip hopu i instrumentální hudby. Základy mnoha písní tvoří nahrávky pořízené folkloristou a zpěvákem Alanem Lomaxem a jeho otcem Johnem Alanem někdy ve 30. a 40. letech především v trestaneckých táborech a věznicích. Moby v některých písních i sám zpívá a bubnuje.

### 1991–1993: „Go“ a cesta ke slávě
Mobyho první sólové vystoupení bylo sledováno i hudebníkovým budoucím dlouholetým manažerem Erickem Härleem, který tuto příležitost později popsal na HitQuarters slovy: „Hudba byla úžasná, ovšem ta show byla prošpikována technickými nehodami. To na mě jakýmsi zvláštním způsobem zapůsobilo a zaujalo mě.“
Moby své první singly vydal pod Instinct Records pod různými pseudonymy, například Barracuda, Brainstorm či UHF. Jeho první singl byl komerční neúspěch; rapová nahrávka s vokály Jimmyho Macka s názvem Time's Up, představující několik remixů a stopy remixingu. Prodáno bylo jen velmi málo kopií.
Jeho první singl pod pseudonymem Moby se jmenoval Mobility, ale byla to právě strana B, „Go“, čím Moby dokázal poprvé opravdu prorazit. Mix této písně, „Woodtick Mix“, používající prvky z hudebního motivu ze seriálu Městečko Twin Peaks, se dostal v říjnu 1991 do britského žebříčku deseti nejlepších popových písní a zařídil tak Mobymu jeho první vystoupení v oblíbené televizní show „Top of the Pops“. V roce 1992 vydal své eponymní album Moby. Dalšími z jeho singlů v letech 1992 a 1993 byly „Next Is the E“, „Thousand“ (s tempem tisíc úderů za minutu) a „Voodoo Child“.
V letech 1991 a 1992 remixoval písně od The B-52's, The Prodigy, Orbital, Erasure, Michaela Jacksona a Ten City. Také poskytl rap pro nahrávku zvanou „Curse“ od skupiny Recoil.

### 1993–1998:Everything Is Wrong,Animal RightsaI Like to Score
Roku 1993 se Moby spojil s Mute Records a vydal EP s názvem Move. To jej opět dostalo do „Top of the Pops“.
Následně v roce 1995 vydal své první album u Mute Records, Everything Is Wrong. První kopie z Velké Británie a Německa vyšly se speciálním bonusovým instrumentálním CD zvaném Underwater, které obsahovalo pět ambientních skladeb o celkové délce 43 minut.
Everything Is Wrong si brzy získalo přízeň kritiky (časopis Spin jej nazvalo „Albem roku“) a oslavilo několik komerčních úspěchů. Roku 1996 vytvořil Moby pro tento nevídaný úspěch dvojité album Everything Is Wrong – Mixed and Remixed.
Zklamaný z nedostatku zpětné vazby od hudebních médií, která usilovala o zahrnutí umělcovy nové elektronické hudby a odmítala jej brát příliš vážně, se Moby rozhodl v roce 1996 vydat punk rockové album Animal Rights. Obsahovalo cover verzi písně „That's When I Reach for My Revolver“ od skupiny Mission of Burma a bylo následováno turné se skupinami Red Hot Chili Peppers a Soundgarden. Singl „Come On Baby“ z Animal Rights byl třetí Mobyho skladbou v „Top of the Pops“. Byl odlišný svým agresivním vizuálem i zvukem. Je ironií, že jakmile se Moby rozhodl změnit směr, elektronická hudba, se kterou začal a odešel od ní, začala získávat popularitu a uznání u umělců jako The Chemical Brothers a The Prodigy. Téhož roku Moby přispěl písní „Republican Party“ do benefičního alba Offbeat: A Red Hot Soundtrip, produkovaného neziskovou společností Red Hot Organization, která bojuje proti AIDS.
Dle manažera Ericka Härleho album téměř zničilo Mobyho kariéru, protože nový směr nejenže nechal chladnými nezaujatá média i značně prořídlou řadu stálých fanoušků, ale také způsoboval zmatek mezi lidmi, kteří nevěděli, za jaký typ umělce mají Mobyho vlastně považovat. Härle uvedl: „Mobymu se podařilo přebít všechnu svou dobrou práci z dřívějších dob a teď zápasíme o sebemenší uznání. V očích mnoha lidí v tomto oboru se stal ‚zastaralým‘.“
V roce 1997 Moby vydal I Like to Score, kolekci svých skladeb použitých ve filmech. Mezi těmito nahrávkami byla nová verze „The James Bond Theme“, použitá v bondovce Zítřek nikdy neumírá, a „New Dawn Fades“, cover verze originální skladby od skupiny Joy Division, která se objevila bez vokálů ve filmu Nelítostný souboj od Michaela Manna.
Moby se objevil jako speciální host v epizodě animovaného seriálu Space Ghost Coast to Coast, kde je Space Ghost posedlý kletbou Kintavé.

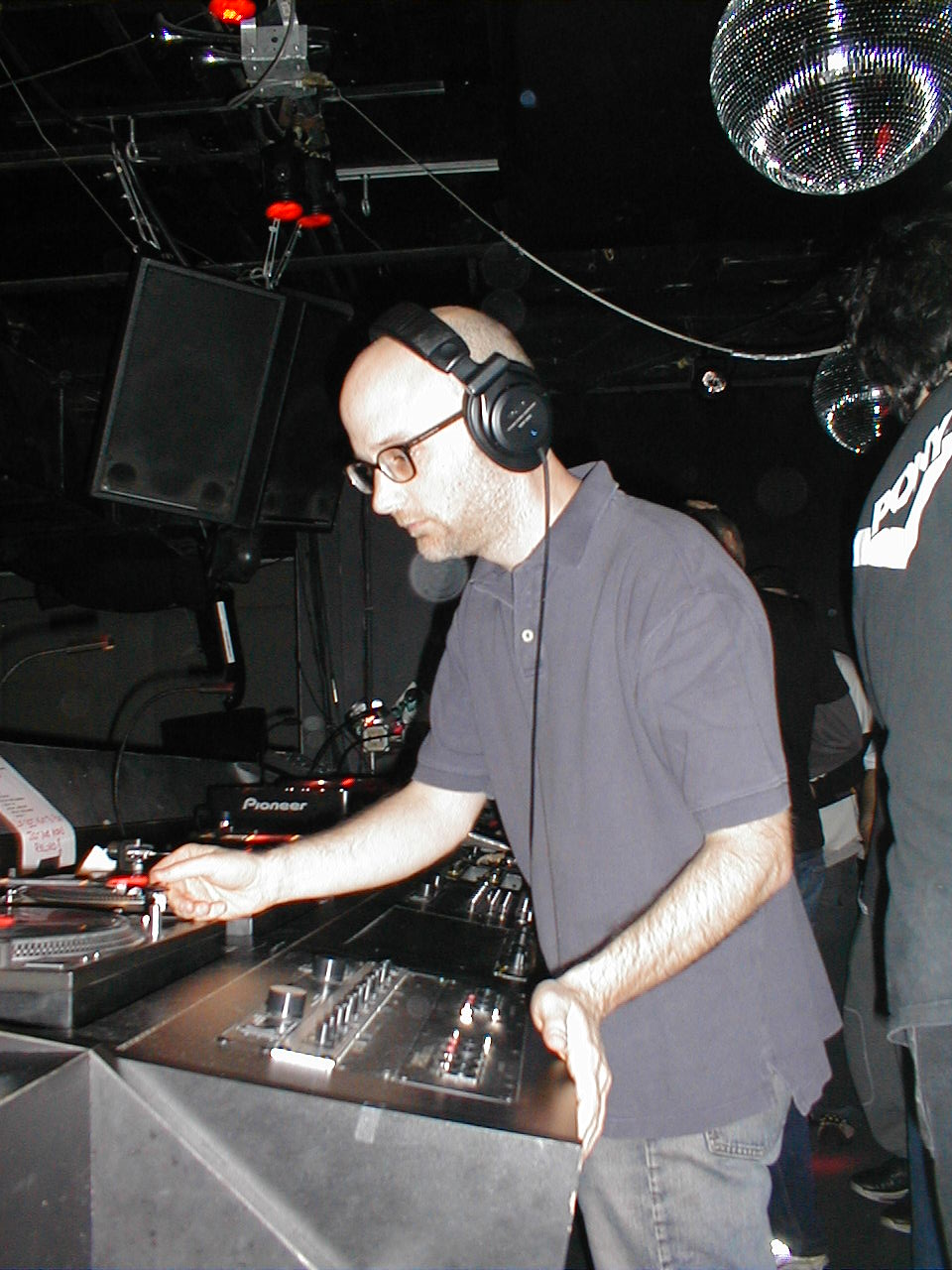
Moby se svým DJ setem v NASA Rewind v New Yorku

### 1999–2004:Play,18a celosvětový úspěch

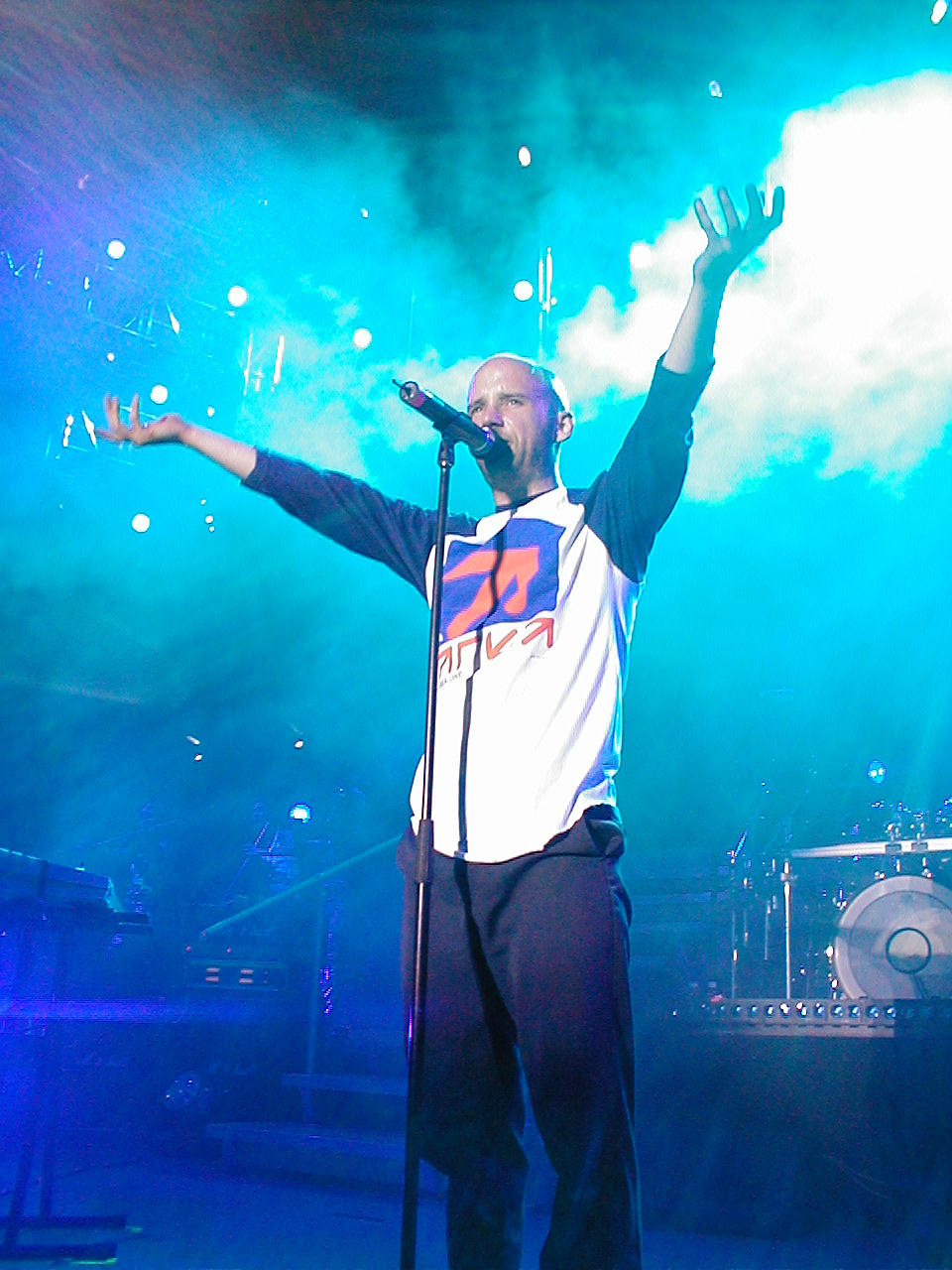
Úspěch na konci 90. let vedl Mobyho k založení festivalu Area One. Na snímku vystupuje Moby na tomto festivalu v roce 2001

V roce 1999 vydal Moby album Play. Zpočátku mělo jen nevýrazný prodej, ale nakonec se za rok prodalo po celém světě přes deset milionů desek. Každá píseň v albu byla mezinárodně licencována pro různé filmy, reklamy a TV pořady, ale i pro nezávislé filmy a neziskové organizace. Moby se s tímto albem dostal do „Top of the Pops“ hned třikrát. Play obsahuje mixy písní z nahrávky Alana Lomaxe Sounds of the South: A Musical Journey From the Georgia Sea Islands to the Mississippi Delta. Pro píseň „Natural Blues“ Moby zmixoval skladbu z Lomaxovy kompilace Sounds of the South „Trouble So Hard“, nazpívanou Verou Hallovou.
Roku 2000 přispěl Moby svou písní „Flower“ do filmu 60 sekund.
V červenci 2001 vyšlo DVD Moby: PlaytheDVD, produkované Mobym a Jeffem Rogersem, které bylo v roce 2002 nominováno na cenu Grammy Award. DVD obsahovalo různé sekce: „Live on TV“, většinu videoklipů z alba (vyjma „South Side“ s Gwen Stefani), „Give An Idiot a Camcorder“ (Mobymu byla dána kamera a nahrávku později sestříhala Tara Bethune-Leamenová) a osmdesátiosmiminutový „Mega Mix“ všech remixů obsažených v albu. „Mega Mix“ byl doprovázen vizuály vytvořenými v Torontu v Crushi pod vedením režisérky Kathi Prosserové.
Roku 2002 vydal Moby album 18, jež získalo zlatá a platinová ocenění ve více než třiceti zemích světa a prodalo se ho přes čtyři miliony kopií. Moby se zmíněnými dvěma alby, Play a 18, vystupoval po světě, a odehrál v průběhu čtyř let přes 500 koncertů.
V roce 2001 založil mobilní Area One Festival, jenž představoval rozmanitou škálu hudebních žánrů. Na festivalu vystupovali umělci jako jsou OutKast, New Order, Incubus, Nelly Furtado, Paul Oakenfold, i samotný Moby. Na turné Area2 (2002) se představili David Bowie, Moby, Blue Man Group, Busta Rhymes a Carl Cox.
Během několika dalších let napsal Moby se Sophie Ellis-Bextorovou píseň „Is It Any Wonder“, zremixoval počiny Beastie Boys, Davida Bowieho, Nase a Metalliky, jako spoluautor a producent se podílel na skladbě „Early Mornin“ pro čtvrté studiové album Britney Spears In the Zone a spolupracoval s Public Enemy na písni „Make Love, Fuck War“, kterou vydal ještě před prezidentskými volbami ve Spojených státech v roce 2004. Mobyho píseň „Extreme Ways“ byla použita ve filmech o agentu Jasonu Bourneovi.
V roce 2003 byl Moby hlavní hvězdou na jevišti Pyramid v Glastonbury.

### 2005–2008:Hotel,Last Nighta další aktivita
V roce 2005 Moby vydal album Hotel pod vydavatelstvím Pacha. Místo toho, aby se spoléhalo jen na vzorky vokálů, všechny zpěvy a instrumentály byly natočeny živě ve studiu, a to Mobym a vokalistkou Laurou Dawn. Hotel zahrnoval dva z Mobyho největších evropských hitů, „Lift Me Up“ a „Slipping Away“, které byly oba dva evropskou jedničkou v rámci singlů. Britská stanice ITV použila speciálně zremixovanou verzi „Lift Me Up“ pro reportážní hudbu u Formule 1.
V roce 2006 přijal nabídku ujmout se soundtracku pro film Apokalypsa od Richarda Kellyho, očekávaný roku 2007, protože byl fanouškem Kellyho předchozího filmu Donnie Darko.
Moby se v roce 2007 rozhodl se svými přáteli Laurou Dawnovou, Daronem Murphym a Aaronem A. Brooksem založit rockovou skupinu The Little Death. The Little Death vydala své album v roce 2010. Roku 2008 Moby vydal Last Night, eklektické album elektrotaneční hudby inspirováno nocí strávenou venku v newyorské čtvrti Lower East Side. Mezi singly z Last Night patří například „Alice“, „Disco Lies“, „I Love to Move in Here“ nebo „Ooh Yeah“. Album bylo zpracováváno v Mobyho domovském studiu v newyorském Manhattanu a představovalo množství hostujících zpěváků zahrnujících Wendy Starlandovou, Grandmastera Caze, Sylviu ze skupiny KUDU, British MC Aynzli a Nigerian 419 Squad.
Od roku 2007 do 2008 Moby provozoval řadu newyorských klubových akcí zvaných Degenerates.

### 2009–2010:Wait for Me
V listopadu roku 2008 Moby v rozhovoru s SuicideGirls uvedl o novém albu, které mělo přijít: „Chci udělat opravdu emoční, pěknou nahrávku. Netuším, zda uspěji, ale mým cílem je vytvořit něco velmi osobního, velmi melodického, velmi krásného.“ 14. dubna 2009 Moby potvrdil, že album vyjde 30. června. „Album jsem nahrál ve svém studiu v Lower East Side, ačkoliv ‚studio‘ vždy zní jako příliš velkolepý název pro tu spoustu vybavení nacpaném v malé ložnici. V minulosti jsem již pracoval ve velkých i malých studiích, ovšem toto album jsem chtěl udělat sám doma,“ říká Moby ve svém deníku. „Na albu jsem začal pracovat zhruba před rokem a mou hnací silou bylo vyslechnutí proslovu Davida Lyncheho na britském BAFTA. David mluvil o kreativitě a o tom, parafrázuji, ‚že kreativita sama o sobě a bez žádných tržních nátlaků je dobrá a v pořádku‘. Vypadá to, že kreativita až příliš mnoha umělců, hudebníků nebo spisovatelů je ovlivněna tím, jak dobře s tím naloží v obchodnictví, jak velký tržní podíl to znamená a kolik peněz jim to vynese. Při vytváření této nahrávky jsem se zaměřil na vytvoření něčeho, co bych miloval, aniž bych se příliš zabýval skutečností, jak bude výsledek přijímán na trhu. A výsledkem je album, které je mírnější, melodičtější, truchlivější a osobnější než všechny nahrávky, co jsem kdy v minulosti vytvořil.“ Album bylo pojmenováno Wait for Me a vyšlo v červnu 2009.

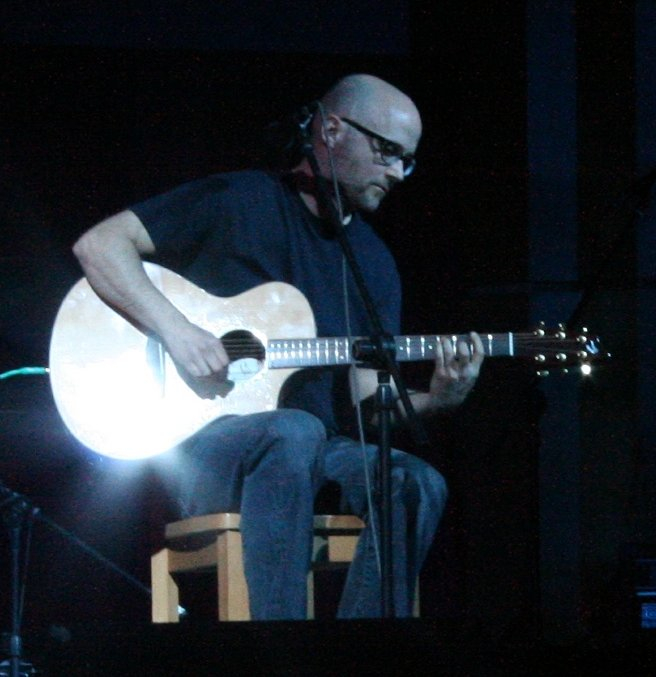
Moby působící v Maharishi University of Management na David Lynch Weekend 26. dubna 2008

Moby a David Lynch diskutovali o průběhu nahrávání alba na Lynchovu online kanálu David Lynch Foundation Television Beta. Video k prvnímu singlu z alba s názvem „Shot in the Back of the Head“ bylo režírováno Lynchem. Singl byl k dispozici ke stažení zdarma na Mobyho oficiálních stránkách.
Wait For Me bylo mixováno Kenem Thomasem, který předtím dělal producenta některým albům skupiny Sigur Rós. Moby o něm prohlásil: „Mixování s Thomasem bylo velmi pěkné, protože je otevřený vyzkoušení čehokoliv – jako třeba zaznamenávání starého rozbitého bakelitového rádia skrz jakési staré rozbité efektové pedály, jen aby viděl, jak to bude znít. V albu je výsledný zvuk přítomný ve formě pětačtyřicetisekundové skladby s názvem ‚Stock Radio‘. A jako ‚geekové‘, technicky mimo, jsme záznam mixovali čistě pomocí analogových zařízení v pravém stereu, podobně jako se mixovala hudba v pozdních šedesátých letech. A některé písně, jak sám za sebe mohu říct, znějí se sluchátky fantasticky...“
Po tom, co byly v červenci sníženy finanční prostředky pro oběti domácího násilí, Moby daroval mezi 75 000 a 100 000 dolary na pomoc těmto osobám. K tomu mu posloužily zisky z nastávajících vystoupení v Kalifornii v San Diegu, San Franciscu a Los Angeles. Moby dále vystupoval jako hlavní hvězda v australském Falls Festivalu roku 2009 a také na ostatních Sunset Sounds festivalech.
Dne 22. února 2010 Moby vyhlásil UGC soutěž s Genero.TV, vyzývajíc fanoušky k vytvoření videoklipu, jenž bude celosvětově sloužit jako oficiální videoklip pro nadcházející singl „Wait for Me“, poslední ze stejnojmenného alba. 19. dubna Moby vybral vítězný videoklip z 500 možných „na základě tvořivosti, hodnoty produkce, pojetí a míry obsaženého humoru“. Videoklip, který napsal a režíroval Nimrod Shapira z Izraele, zachycuje příběh dívky, jež se rozhodne pozvat Mobyho do svého života. Snaží se tak učinit knihou s názvem How to Summon Moby: Guide for Dummies (Jak přivolat Mobyho: Návod pro hlupáky), se kterou musí podstoupit deset bizarních a komických kroků, z nichž každý je poctou nějakému jinému Mobyho videoklipu. Singl vyšel 4. května 2010.

### 2010–2012:Destroyed

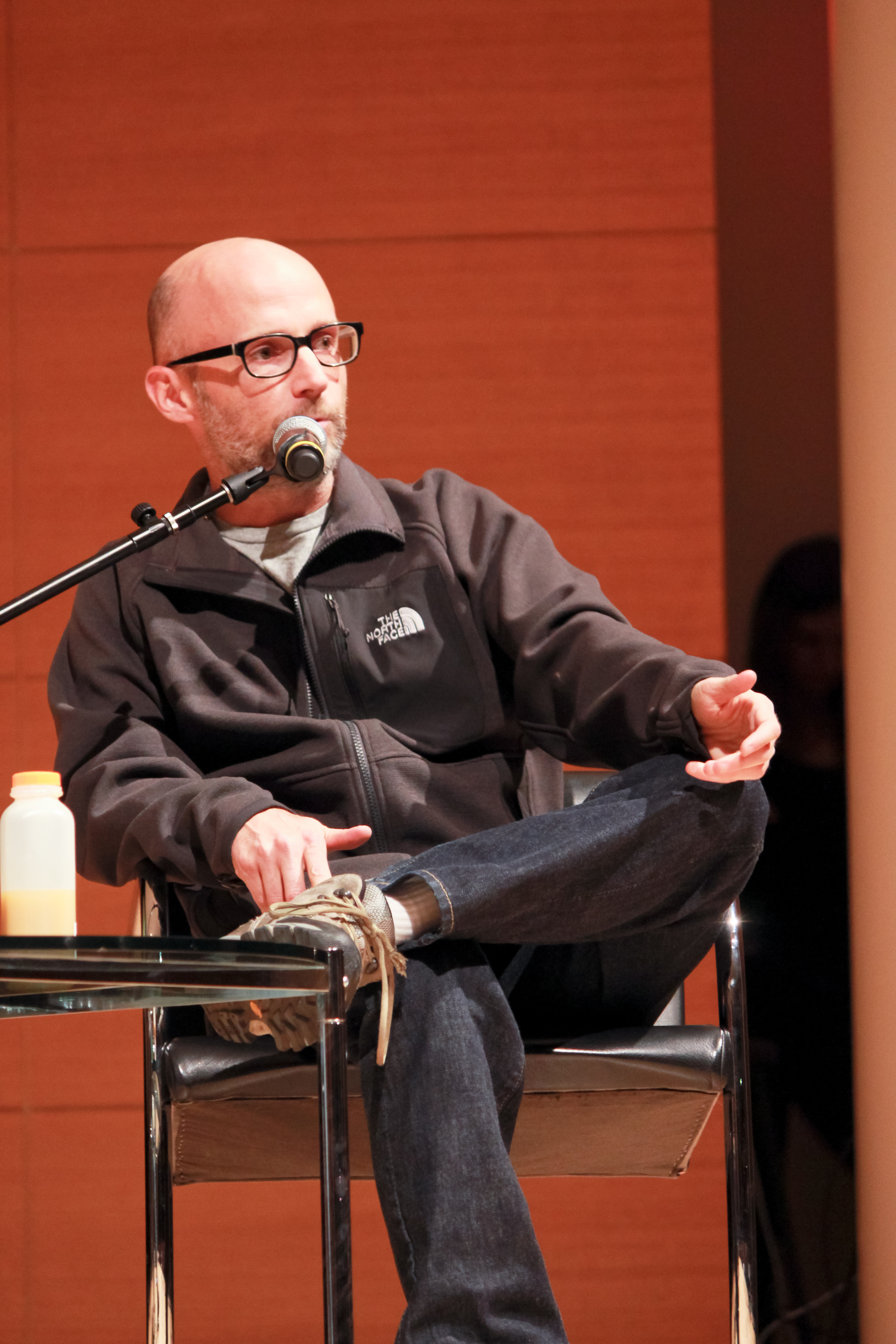
Moby propagující knihu a album Destroyed na představení a diskuzi v Brooklynském muzeu roku 2011

V lednu 2010 Moby oznámil, že začal pracovat na svém dalším albu. 15. února 2011 pak upřesnil, že album, pro něž zvolil jméno Destroyed, „bude více akustické a méně elektronické než ta před ním“. Vydáno bylo téhož roku 16. května, následováno fotoalbem se stejným názvem.
„Po hudební stránce,“ řekl, „je to velmi melodické, atmosférické a elektronické, ale kdybych to měl shrnout, popsal bych to slovy ‚porouchaná melodická elektronická hudba pro prázdná velkoměsta ve dvě hodiny v noci‘.“ Obal alba, které bylo vydáno s novou informací, byl pořízen na Letišti LaGuardia. Je na něm obrázek s cedulí s nápisem „destroyed“, což je část fráze „All unclaimed baggage will be destroyed.“ – „Všechna nevyzvednutá zavazadla budou zničena.“.
Album se skládá z patnácti skladeb, jedna z nich, „Rockets“, dříve působila ve sbírce The Night In NYC. Společně s oznámením o albu přišlo vydání EP Be the One, jež obsahoval tři skladby z Destroyed. EP bylo zadarmo pro ty, kteří se podepsali na jeho poštovní adresář. Pro další singl dal Moby na své oficiální stránky hlasování pro fanoušky o tom, který singl má vyjít jako další, a stal se jím „Lie Down in Darkness“.
30. srpna Moby opět požádal fanoušky o výběr třetího singlu, tentokrát bez hlasování. Po tomto oznámil příštího dne přes svůj Twitter, že jako další vyjdou singly After a The Right Thing.
30. dubna 2012 vydal Destroyed Remixed, dvě CD limitované edice, jež obsahovala sbírku remixů písní z alba. Vydání zahrnovalo také tři nové exkluzivní remixy od interpretů Davida Lynche, Holy Ghost! a System Divine a představovalo zbrusu nový třicetiminutový záznam od Mobyho s názvem „All Sides Gone“. Tento počin byl popisován jako „eklektický mix od několika z nejvíce vzrušujících a nejzajímavějších umělců a DJů moderní hudby“.

### 2013–2015:Innocents
Mezi únorem a srpnem 2013 Moby na Wanderlust Festival, jenž zahrnoval též rozličné akce na Hawaii, ve Vermontu, Kalifornii a Coloradu ve Spojených státech a v mezinárodním měřítku v Kanadě a Chile, předvedl svou akustickou i DJskou tvorbu. Taktéž jednou vystoupil v Asii, a to na festivalu 1 World Music Festival in Singapore. Později téhož roku, v dubnu na prestižním Coachella Festivalu, zahrál dva 75minutové DJ sety, které představovaly vizuální spolupráci s NASA v podobě unikátních obrázků z vesmíru promítaných během představení na obrazovkách. Následovalo květnové DJ představení na Movement Detroit Festivalu.
Pro Record Store Day 2013 Moby vydal sedmipalcovou nahrávku nazvanou „The Lonely Night“, kterou představil bývalý vokalista skupiny Screaming Trees Mark Lanegan. Doprovodné video vytvořil Colin Rich, o kterém Moby uvedl: „Jsem skutečně nadšený, že je toto hudební video vytvořené takovým špičkovým režisérem; cítím, jak dokonale se ty pomalé, bohaté a malátné záběry pouště k písni hodí.“ Nahrávka následně vyšla ke stažení ještě s remixy od Photeka, Gregora Theshera, Freeschy a Mobyho samotného.
V červenci Moby oznámil, že vydá nové album s názvem Innocents. Album bylo sepisováno a nahráváno v předešlých osmnácti měsících a vyšlo v říjnu. Bylo nahrávané v Mobyho bytě a představuje několik hostujících vokalistů, podobně jako u několika předchozích alb, například Play, 18 nebo Wait For Me. Stejně jako u alba Destroyed, i zde byly všechny fotografie utvářející výtvarnou stránku alba pořízené samotným Mobym. První oficiální singl z alba se jmenuje „A Case for Shame“, objevuje se zde ovšem i dříve vydaná skladba „The Lonely Night“. Produkci alba provedl držitel Grammy Award Mark „Spike“ Stent. Po vyhlášení castingu k hudebnímu videu, jenž měl za cíl najít „obézní rychlosportovní cyklisty, nahé duchy na kolečkových bruslích a jednoho S&M pokroucence zběhlého v rytmické gymnastice“, bylo v srpnu uveřejněno, že dalším singlem bude „The Perfect Life“, který představil Wayne Coyne.
1. září Moby vystoupil s DJ setem v Las Vegas, následně odletěl do Austrálie, aby mohl 19. září vystoupit v soukromé show v Sydney. Potom DJoval k desátému výročí Decibel Festivalu v Seattlu. Následně se vrátil do Los Angeles na vystoupení 3. až 5. října na třech show na Fonda Theatre za účelem propagace alba; jednalo se o jeho jediná „full live“ vystoupení za rok 2013 a 2014. Moby jako důvod pro to, že po vydání tohoto alba cestoval a vystupoval tak málo, uvedl následující: „Když jezdím na turné, musím neustále někde posedávat – v autech, na letištích, v hotelech,... A když takto někde nestále posedávám, nemohu trávit svůj čas tvořením hudby. A to je vlastně vše, co chci v životě dělat – zůstat doma a tvořit hudbu. Proto tedy pouze tři vystoupení.“ Připustil však možnost, že se k cestování kolem světa někdy v budoucnu vrátí.

### 2016–2017:These Systems Are FailingaMore Fast Songs About the Apocalypse
V září 2016 Moby ohlásil nové album s názvem These Systems Are Failing. Vydáno bylo 14. října 2016, a to pod jménem Moby & The Void Pacific Choir. V oznámení o vydání alba byl zahrnut též jeho první oficiální singl „Are You Lost in the World Like Me?“. Video pro tuto skladbu vytvořil animátor Steve Cutts a pojednávalo o závislosti na mobilních telefonech a vyhrálo Webby Award pro rok 2017. Dříve téhož roku byla veřejnosti zpřístupněna první skladba z tehdy ještě nejmenovaného nového alba nazvaná „Don't Leave Me“, a to ve stejnou dobu jako oznámení o Circle V Festivalu – veganském festivalu vytvořeném Mobym, který se konal 23. října v Los Angeles a zahrnoval jeho jediný živý výstup za rok 2016.
O necelý rok později (červen 2017) vydal další album pojmenované More Fast Songs About the Apocalypse. Bylo dostupné zadarmo online.

### 2017–současnost:Everything Was Beautiful, and Nothing Hurt
11. prosince 2017 Moby v rozhovoru časopisu Billboard uvedl, že 2. března 2018 přijde s novým albem inspirovaným trip hopem, Everything Was Beautiful, and Nothing Hurt. V lednu 2018 vydal dva hudební klipy písní z alba, 26. února i třetí. Singl „This Wild Darkness“ na svém twitteru popsal následovně: "[je jako] existenciální rozhovor mezi mnou a evangelickým sborem. Já mluvím o svém zmatení a sbor odpovídá s touhou a nadějí."

## Osobní život
Moby bydlí v Los Angeles. Po smrti Garyho Gygaxe o sobě Moby uvedl, že je jednou z těch celebrit, které patří mezi bývalé hráče hry Dungeons & Dragons. V červnu 2013 se Moby ukázal s dalšími celebritami ve videu podporujícím Chelseu Manningovou.
V lednu 2018 uvedl, že byl osloven přáteli ze CIA a skrz sociální média má šířit tvrzení o tajné dohodě mezi Trumpem a Ruskem.

### Veganství a zvířecí práva

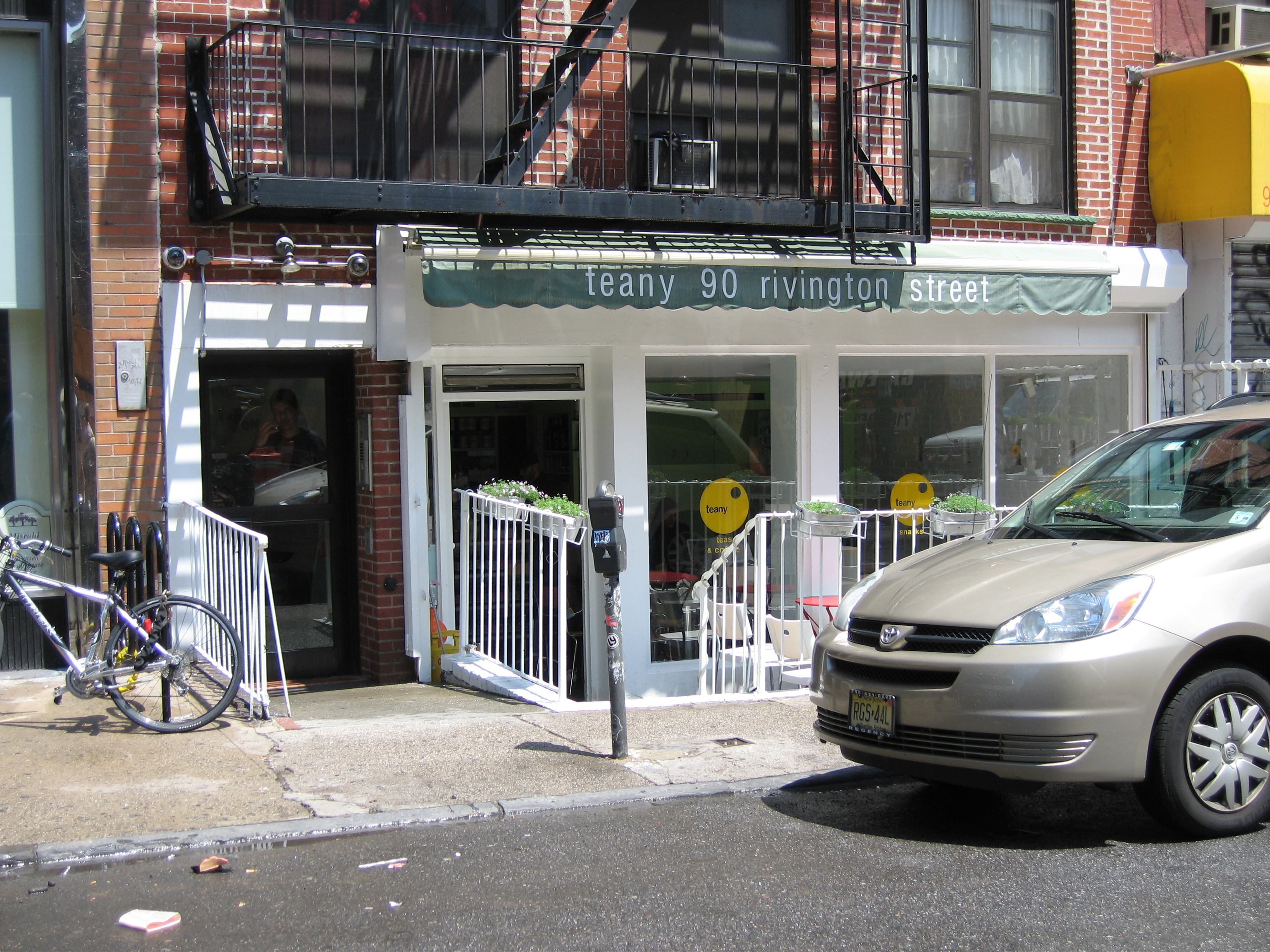
Teany – čajový obchod, jehož byl Moby spoluvlastníkem

Moby je zatvrzelý vegan a podporuje boj za práva zvířat. Jeho prvotinou jakožto spisovatele byl v červnu 2010 svazek Gristle: From Factory Farms to Food Safety (Thinking Twice About the Meat We Eat) – sbírka esejí sepsaná lidmi z potravinářského průmyslu. V Los Angeles založil veganskou restauraci Little Pine, která byla otevřena 20. listopadu 2015. Provozuje ji on osobně.
V březnu 2016 Moby podpořil kampaň #TurnYourNoseUp bojující o ukončení velkochovů, spolupracující s nezávislou organizací Farms Not Factories (v překladu Farmy, ne továrny).

### Užívání drog
V rozhovoru pro časopis Psychology Today Moby uvedl, že jako devatenáctiletý vyzkoušel LSD a začal následně trpět panickou poruchou. Tvrdí, že ho již nadále nepřepadá takovým způsobem jako dříve, ale že „stačí, když si dá trochu více kofeinu, je vystresovaný z práce nebo se ocitne ve vztahu, kde se něco pokazí, a stane se to znovu“. Ohledně této věci je velmi otevřený ve snaze pomoci fanouškům, kteří trpí podobnými panickými poruchami.
Když byl v roce 2001 tázán na drogy, odpověděl: „Jsem něco jako libertarián. Lidem by mělo být dovoleno dělat to, co chtějí. Přenechávám každému dospělému člověku volnost rozhodnout se svobodně podle vlastního uvážení.“ V roce 2011 řekl: „Jednou z nejbídnějších věcí je být naprosto zničený z kocoviny a v osm hodin ráno postávat po dlouhé drsné noci na letišti.“
Po mnoho let byl těžkým alkoholikem a pravidelným uživatelem drog, což potvrdil na živém dubnovém konferenčním vystoupení 2014; poté, jak řekl na živém dubnovém konferenčním vystoupení 2014 v Los Angeles, se stal abstinentem.

### Duchovní život
| Svým vlastním zvláštním způsobem jsem křesťan – v tom, že miluji Ježíše, že jsem přesvědčen, že moudrost Krista je tou nejvyšší a nejsilnější moudrostí, se kterou jsem se kdy setkal, a že jeho popis lidské povahy je tím nejlepším popisem či pochopením lidské povahy, se kterým jsem se kdy setkal. (...) Neoznačil bych sám sebe za křesťana v tom běžném slova smyslu, kdy člověk chodí do kostela nebo věří v kulturní hodnotu křesťanství; ale opravdu miluji Krista a uznávám jej, do té míry, jak tomu rozumím, jako Boha. Jeden z mých problémů s kostelem a konvenčním křesťanstvím je, že se zdá, že jejich zaměření nemá příliš co dělat s učením Krista, nýbrž spíš s jejich vlastní sociální agendou. To je důvod, proč mám tendenci být tak otevřený ohledně své nelibosti ke konvenčnímu kulturnímu křesťanství. |
| Poznámka v Animal Rights |

Moby se často zdráhal k označení sebe samého slovem „křesťan“, a to z důvodu nejasnosti významu tohoto slova; nazval se tak však v rozhovoru pro BBC roku 2003. Zde Moby mluvil o svém setkání s evangelii: „Kolem roku 1985 jsem četl Kristovo učení a okamžitě mne zasáhla myšlenka, že Ježíš byl jakýmsi způsobem božský. Když říkám, že miluji Krista a jeho učení, myslím to v tom nejjednodušším, nejnaivnějším a nejsubjektivnějším smyslu toho slova. Neříkám, že mám pravdu, a určitě bych nekritizoval víru jiných lidí.“ V rozhovoru s Amazon.com, který také proběhl v roce 2003, Moby řekl: „Opravdu jistě nemohu vědět nic. Jak jsem řekl: sice na velmi subjektivní úrovni, ale miluji Ježíše Krista. Vnímám jej jako Boha, ale tvrdím to s vědomím, že jsem malý a zdaleka ne starý tak jako vesmír, ve kterém žiji. Sám za sebe víru beru vážně, ale cítil bych se velmi nepříjemně, kdybych měl někomu tvrdit, že mám nutně pravdu.“ 20. září 2006 uvedl v audio rozhovoru s časopisem Sojourners: „Čtu Nový zákon, zejména evangelia, a byl jsem zasažen jejich božstvím, cítě , že lidé toto nemohli rozřešit sami. Na to nejsme dostatečně bystří.“
O své víře hovoří také na svém blogu. 19. ledna 2007 Moby v reakci na Friends of God, dokumentární film o evangelikalismu ve Spojených státech Alexandry Pelosiové, napsal: „Film mi připomněl, jak je agenda pravdy evangelického křesťanství zcela odlišná od učení Krista.“
V rozhovoru s Mother Jones v roce 2014 byl Moby tázán, zda se považuje za křesťana. Odpověděl, že byl „odveden... od jakéhokoli druhu konvenčního křesťanství,“ ale že „stále miluje Ježíšovo učení.“ Moby Mother Jones vysvětlil, že pokud by se potřeboval nějak označit, byl by nejspíš „taoisto-křesťansko-agnostický kvantový mechanik“.
Vývoj Mobyho názorů na toto téma je viditelný v jeho knize Porcelain: A Memoir. Je jí představen jako "zbožný křesťan, vegan, a abstinent."

### Dobročinnost
Moby je zastáncem různých hnutí, například MoveOn.org, Humane Society, Farm Sanctuary a dalších. Jeho webová stránka MobyGratis.com, jež licencuje filmovou hudbu zadarmo pro neziskové a nezávislé filmy, přináší z filmů výnosy, které jdou na podporu nadace The Humane Society. Společně se zpěvačkou a kulturní režisérkou MoveOn Laurou Dawnovou a s výkonným ředitelem MoveOn Eliem Pariserem Moby založil Bush in 30 Seconds od MoveOn.org Voter Fund. Videoklip k singlu Disco Lies z alba Last Night obsahuje témata související s těžkým nesouhlasem s masovým průmyslem. Moby se také zapojuje do nonpartisánských aktivit a pracuje v představenstvu Amend.org, což je nezisková organizace realizující programy prevence nemocí v Africe.
Moby je členem představenstva Institute for Music and Neurologic Function (IMNF) – neziskové organizace, která se věnuje vědeckému bádání o působení hudby na lidský mozek a rozvoji klinické léčby ku prospěchu lidí všech věkových kategorií. Také vystoupil na různých benefičních koncertech pořádaných na pomoc zvýšení povědomí o muzikoterapii a pro získání finančních prostředků pro IMNF. V roce 2004 obdržel cenu IMNF Music Has Power Award za šíření povědomí o muzikoterapii, za obětavost a podporu jejich programu nahrávacího studia.
Zastává síťovou neutralitu a v roce 2016 vypovídal o tomto problému před výborem Sněmovny reprezentantů Spojených států amerických.
V roce 2007 založil webovou stránku zvanou MobyGratis.com, určenou pro nezávislé a neziskové filmaře, filmové studenty a pro každého, kdo potřebuje hudbu zdarma pro vlastní nezávislý neziskový film nebo video; tato služba umožňuje uživatelům žádat o volnou licenci pro použití Mobyho hudby v jejich filmech. Je-li nicméně film komerčně úspěšný, všechny výtěžky z komerčních licenčních poplatků poskytnutých skrz MobyGratis jsou předány The Humane Society.
Roku 2008 se Moby podílel na Songs for Tibet – albu sloužícímu k podpoře Tibetu a současného dalajlámy Tändzina Gjamccho.
3. dubna 2009 Moby na benefičním koncertu nadace Change Begins Within Davida Lynche v Radio City Music Hall hovořil o své zkušenosti s transcendentální meditací a o tom, že je zastáncem využití meditace pro pomoc vysoce náchylným mladým lidem. Dále byli mezi pozvanými hosty a účinkujícími Paul McCartney, Ringo Starr, Donovan, Eddie Vedder, Ben Harper, Paul Horn, Jim James, Bettye LaVette, Sheryl Crow, Angelo Badalamenti, Russell Simmons, Mike Love, Jerry Seinfeld a Howard Stern.
Moby také 1. dubna 2015 podpořil nadaci Davida Lynche (DLF), která byla představena na jevišti v losangeleském divadle v Ace Hotelu. Akce nesla jméno The Music of David Lynch a kromě toho, že pomohla získat finanční prostředky k využití transcendentální meditace (TM) tisícům ohrožených mladých v Los Angeles, zahájila také oslavy desátého výročí DLF. Mezi vystupující patřili Angelo Badalamenti, Chrysta Bellová, Donovan, Duran Duran, Jim James, Julee Cruise, Karen O, Kinny Landrum, Lykke Li, Rebekah Del Rio, Rob Mathes, Sky Ferreira, Tennis, Twin Peaks, Zola Jesus a Wayne Coyne a Steven Drozd ze skupiny The Flaming Lips.

### Kritika RIAA
20. června 2009 Moby na svém blogu zveřejnil reakci na to, že se RIAA rozhodla soudit se s Jammie Thomas-Rassetovou o dva miliony dolarů za ilegální stahování hudby z Kazaa. Nazval to naprostým nesmyslem a tvrdil, že RIAA musí být rozpuštěna.

### Eseje
Mnohá z Mobyho alb obsahují na obalu eseje sepsané jím samotným. Everything Is Wrong obsahuje esej o přebytečné a nadměrné spotřebě („Používáme toxická chlorová bělidla, abychom udrželi své spodky bílé.“) a o církevních vládcích Spojených států („Proč nejde křesťanská pravice ven a nešíří milosrdenství, soucit a nezištnost?“), v The End of Everything hovořil o tom, jaké je být veganem („Dokázali byste se podívat zvířeti do očí a říct mu ‚mé chutě jsou důležitější než tvé utrpení‘?“) a u Animal Rights psal o pojetí základních práv v západní společnosti a vyzýval čtenáře, aby neupírali základní práva homosexuálům a zvířatům („Před dávnými dobami měli práva jen králové. Později měli práva i majetní bělošští muži. Pak všichni muži. Později ženy, ještě později i děti. Potom mentálně postižení. Nyní nejsme ochotní poskytnout tato základní práva homosexuálům a zvířatům.“).
V jedné z kapitol Sound Unbound: Sampling Digital Music and Culture (The MIT Press, 2008) dělal Moby rozhovor s Lucy Walkerovou; kapitola byla později upravena Paulem D. Millerem alias DJem Spookym.

### Fotografování
Moby fotografoval od svých deseti let, vyrůstal obklopen filmy a temnými komorami. Jeho strýc byl fotografem pro The New York Times. V roce 2011 Moby vydal knihu Destroyed, která obsahovala fotografie z jeho mezinárodních turné. Kniha byla vydána ve stejný rok jako Mobyho stejnojmenné album. V říjnu 2014 pak představil svou Innocents fotografickou sérii v newyorské Emmanuel Fremin Gallery a v současné době je galerií reprezentován.

### Knihy
V květnu 2016 Moby vydal autobiografickou čtyři sta šesti stránkovou knihu s názvem Porcelain: A Memoir. Vypráví o Mobyho životě mezi lety 1989 a 1999. Je rozdělena na pět sekcí rozčleněných do kapitol, nepočítaje prolog (který se odehrává již v roce 1976) a doslov. Většinu knihy tvoří detailní vypravování vzpomínek, událostí a situací z dané doby. Svazek je také doprovázen několika fotografiemi. V češtině zatím nebyl vydán.

## Zajímavosti
- Singlu „Thousand“ (česky „Tisíc“) bylo vydáno pouze tisíc kusů a bubny v něm znějí rychlostí 1000 BPM, což je asi šestnáct úderů za sekundu. Díky tomu se tato píseň dostala do Guinnessovy knihy rekordů.
- Mobyho oblíbenými kapelami jsou Pantera, Sepultura nebo Bad Brains. Je fanouškem Spice Girls; jeho oblíbená píseň je „Spice Up Your Life“ a nejoblíbenější členkou Emma Bunton.

## Diskografie

### Studiová alba
- 1992 – Moby
- 1993 – Ambient
- 1995 – Everything Is Wrong
- 1995 – Animal Rights
- 1999 – Play
- 2002 – 18
- 2005 – Hotel
- 2008 – Last Night
- 2009 – Wait for Me
- 2011 – Destroyed
- 2013 – Innocents
- 2016 – Long Ambients 1: Calm. Sleep.
- 2016 – These Systems Are Failing (The Void Pacific Choir)
- 2017 – More Fast Songs About the Apocalypse (The Void Pacific Choir)
- 2018 – Everything Was Beautiful, and Nothing Hurt
- 2019 – Long Ambients 2
- 2020 – All Visible Objects
- 2020 – Live Ambients – Improvised Recordings Vol. 1
- 2021 – Reprise
- 2023 – Ambient23
- 2024 – Always Centered at Night

### Kompilace a ostatní nahrávky
- 1991 – Instinct Dance (jako Moby/Barracuda/Brainstorm/Voodoo Child)
- 1993 – Early Underground
- 1996 – Rare: The Collected B-Sides 1989–1993
- 1996 – Everything Is Wrong – DJ Mix Album (remixové album)
- 1996 – The End of Everything (jako Voodoo Child)
- 1997 – I Like to Score (kompilační album)
- 2000 – Songs 1993–1998 (kompilační album)
- 2000 – Play: The B Sides (béčkové písně z alba Play)
- 2003 – 18 B Sides + DVD (DVD, remixy, koncert a béčkové písně z alba 18)
- 2005 – Moby: Live – Hotel Tour 2005  (Live DVD z koncertu a remixované CD)
- 2004 – Baby Monkey (jako Voodoo Child)
- 2006 – Go – The Very Best of Moby (výběrová deska největších hitů)
- 2007 – Go – The Very Best of Moby: Remixed (remixové album největších hitů)

## Videografie
- Play: The DVD (2001)
- 18 B Sides + DVD (2003)
- The Hotel Tour 2005 (2006)
- Go: The Very Best of Moby (2006)
- Go: A Film About Moby (2006)